# Palmeraie d'Elche
 (juin 2023).
Si vous disposez d'ouvrages ou d'articles de référence ou si vous connaissez des sites web de qualité traitant du thème abordé ici, merci de compléter l'article en donnant les références utiles à sa vérifiabilité et en les liant à la section « Notes et références ».
Pour les articles homonymes, voir Palmeraie (homonymie).
La palmeraie d'Elche (en castillan Palmeral de Elche, également connue comme Huertos de Palmeras de Elche, et en valencien Horts de palmeres d'Elx), est une grande étendue de palmiers qui se trouve en plein centre-ville de Elche (Communauté valencienne, Espagne). C'est la plus grande palmeraie d'Europe, plus étendue que certaines palmeraies d'Afrique du Nord, et se trouve parmi les plus grandes du monde.
L’origine de la palmeraie dont la disposition a été conservée jusqu’à aujourd’hui remonte à l’époque d’al-Andalus, bien qu’il existe des preuves que des palmiers étaient plantés dans la région dès l’époque des Phéniciens, vers 500 ans av. Les palmiers étaient bien adaptés aux conditions d’Elche, ils étaient résistants aux eaux salines et, en plus de produire des aliments et de servir de matériau de construction, ils fournissaient un abri pour le reste des cultures qui étaient plantées dans la région.
Aujourd’hui, différentes variétés sont cultivées commercialement, notamment Medjoul, Hayani, Barhi, Soukkari… et la variété propre à la palmeraie d’Elche, Confitera. Bien qu’à Elche il y a plus de 100 000 variétés différentes de palmiers, la palmeraie est l’une des plus grandes banques de germoplasme de palmiers au monde.

## Historique
On pense que ce sont les Carthaginois qui trouvèrent dans ces terres du Levant espagnol un lieu propice à cette culture. Les Romains, qui vinrent par la suite, surent conserver la palmeraie et en prendre soin. Les berbères et les Arabes, quand ils occupèrent la péninsule Ibérique, poursuivirent la même tâche de protection et agrandirent la plantation de dattiers. C'est sous Abd al-Rahman Ier qu'un système d'irrigation fut installé. Plus tard, au Moyen Âge, on édicta une série de lois pour protéger la plantation et depuis lors vigilance et protection n'ont cessé.

## Présentation
La palmeraie est composée de plus de deux cent mille palmiers et occupe une superficie d’environ 500 hectares. Les parcelles les plus connues de la palmeraie sont le parc municipal, le Huerto de Abajo, le Huerto del Cura et le Huerto del Chocolatero. Les plus beaux palmiers et les plus anciens se trouvent dans le Huerto del Cura. Son nom vient de son ancien propriétaire de 1918. Certains spécimens ont plus de 300 ans. Il faut savoir qu'un palmier a une espérance de vie de 250 à 300 ans. Ces palmiers sont de la même variété ou de même type que ceux d'Iran[réf. nécessaire]. Ce sont des palmiers dattiers (Phoenix dactylifera L.) et c'est en décembre dans cette région septentrionale qu'ils donnent leurs fruits. Par ailleurs, y poussent quelques autres espèces tropicales.
Situés dans le huerto del Cura, sept stipes énormes forment une sorte de candélabre qui reçut le nom de palmeraie impériale en hommage à l'impératrice Élisabeth d'Autriche-Hongrie, qui visita le jardin en 1894 et déclara qu'ils étaient digne d'un empire.
La palmeraie d'Elche a été déclarée patrimoine de l'Humanité par l'UNESCO en 2000.

## Valeur économique
Le palmier bénéficie d’une très bonne valeur économique sur le marché espagnol ainsi que dans les exportations clandestines grâce à l’industrie liée à la récolte des dattes. Une tradition locale consiste également à confectionner des palmier blancs, en encapuchonnant leur cime de manière qu’ils ne reçoivent plus de lumière. Les feuilles ainsi obtenues produisent des fibres blanches utilisées pour la fabrication de décorations florales du dimanche des Rameaux. Aujourd’hui, cependant, même si une modeste exploitation agricole en est retirée, la palmeraie d’Elche est davantage orientée vers un usage touristique et paysager.

## Maladie
En 2005, on a constaté que des palmiers sont infestés par des larves de charançon rouge des palmiers (Rhynchophorus ferrugineus).

## Hommage

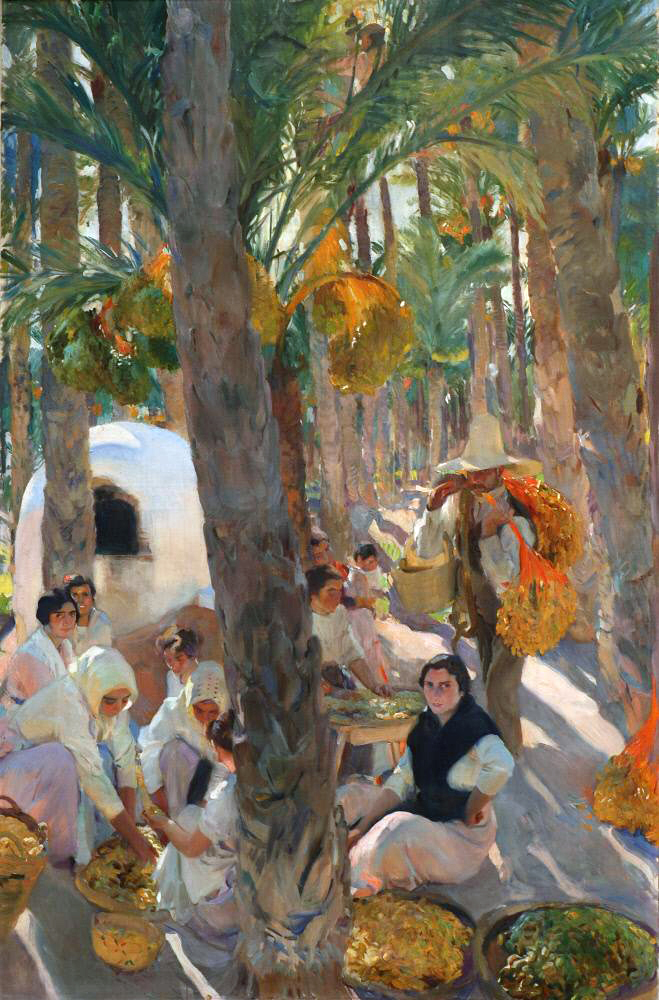
Vision d'Espagne : Elche, 1918-1919
Joaquín Sorolla
The Hispanic Society of America, New York

Hans Christian Andersen dans son récit de voyage en Espagne de 1862 I Spanien, raconte ses impressions à son arrivée à Elche « Nous nous approchions d’Elche, que déjà l’on distinguait sa vallée gorgée de fruits et son immense palmeraie, la plus grande et plus belle d’Europe, la plus paradisiaque de toute l’Espagne ».

## Galerie

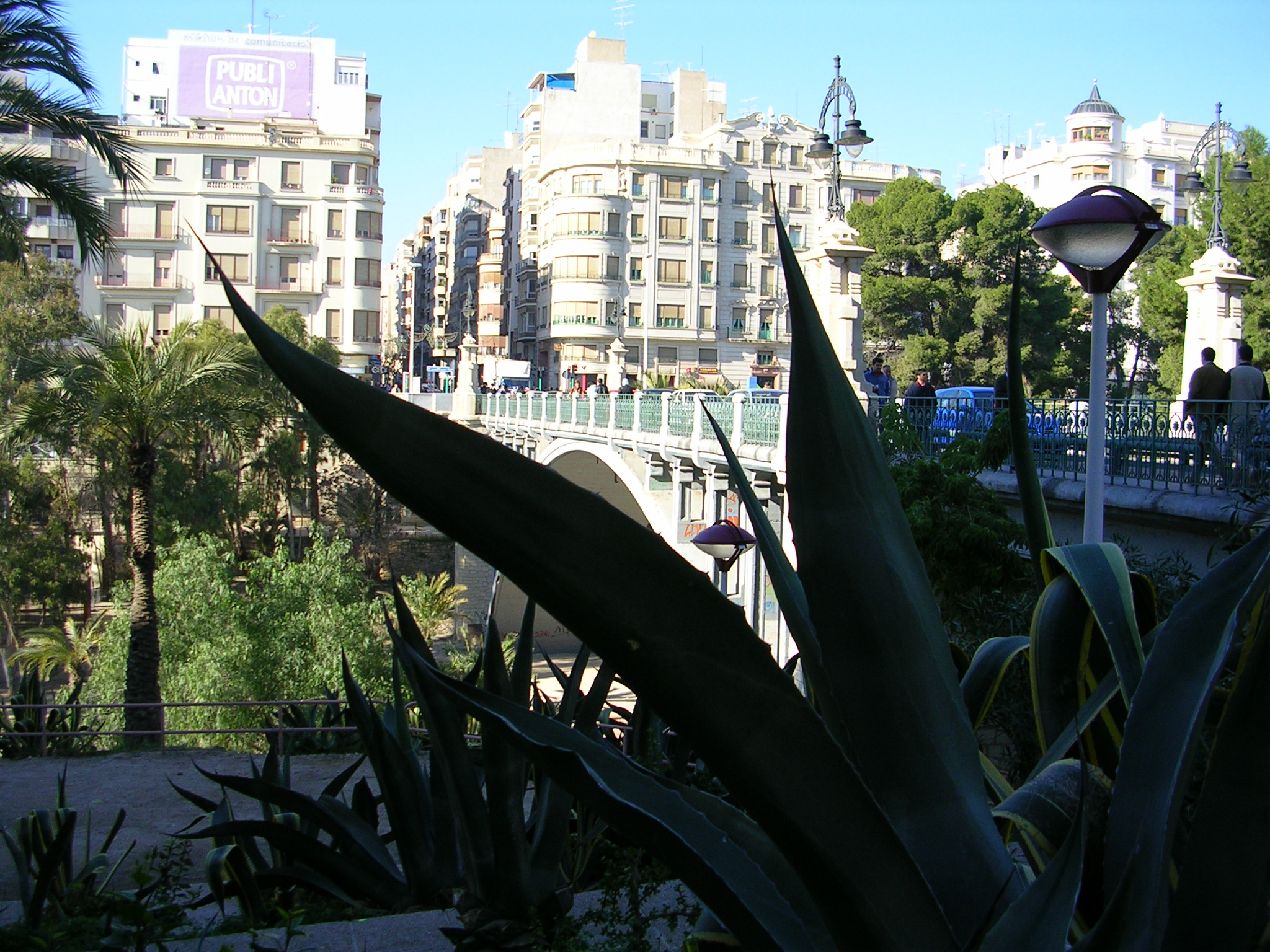
Elche sur le Vinalopó
La Palmeraie d'Elche
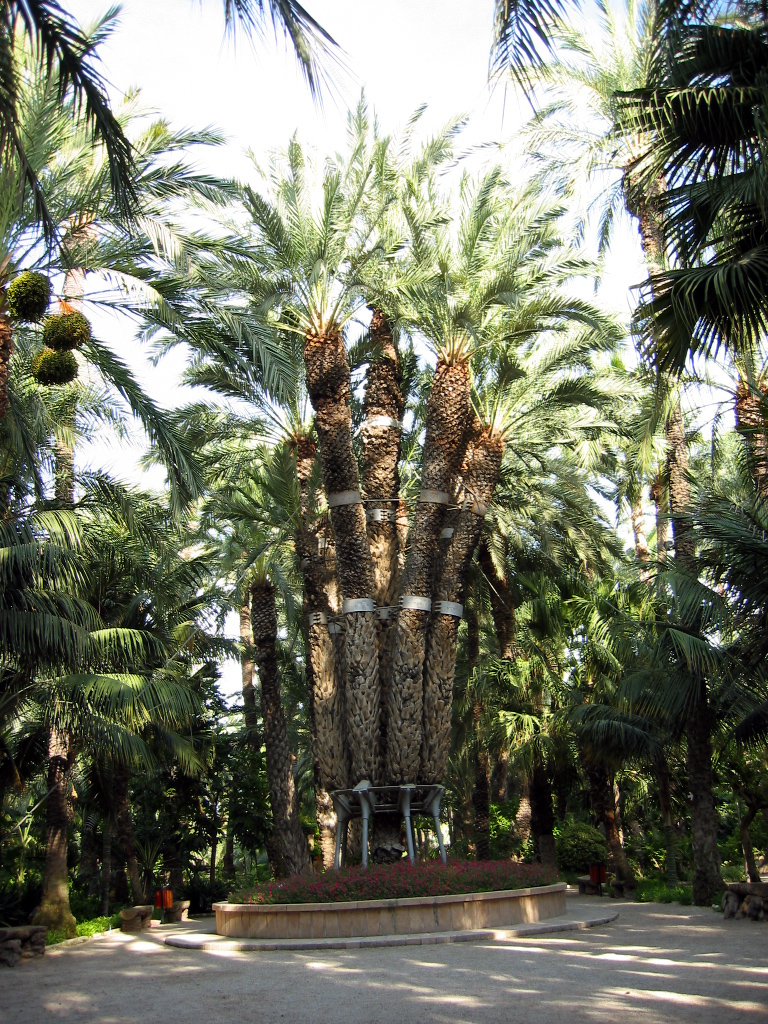
Le palmier impérial à l'intérieur du Huerto del Cura
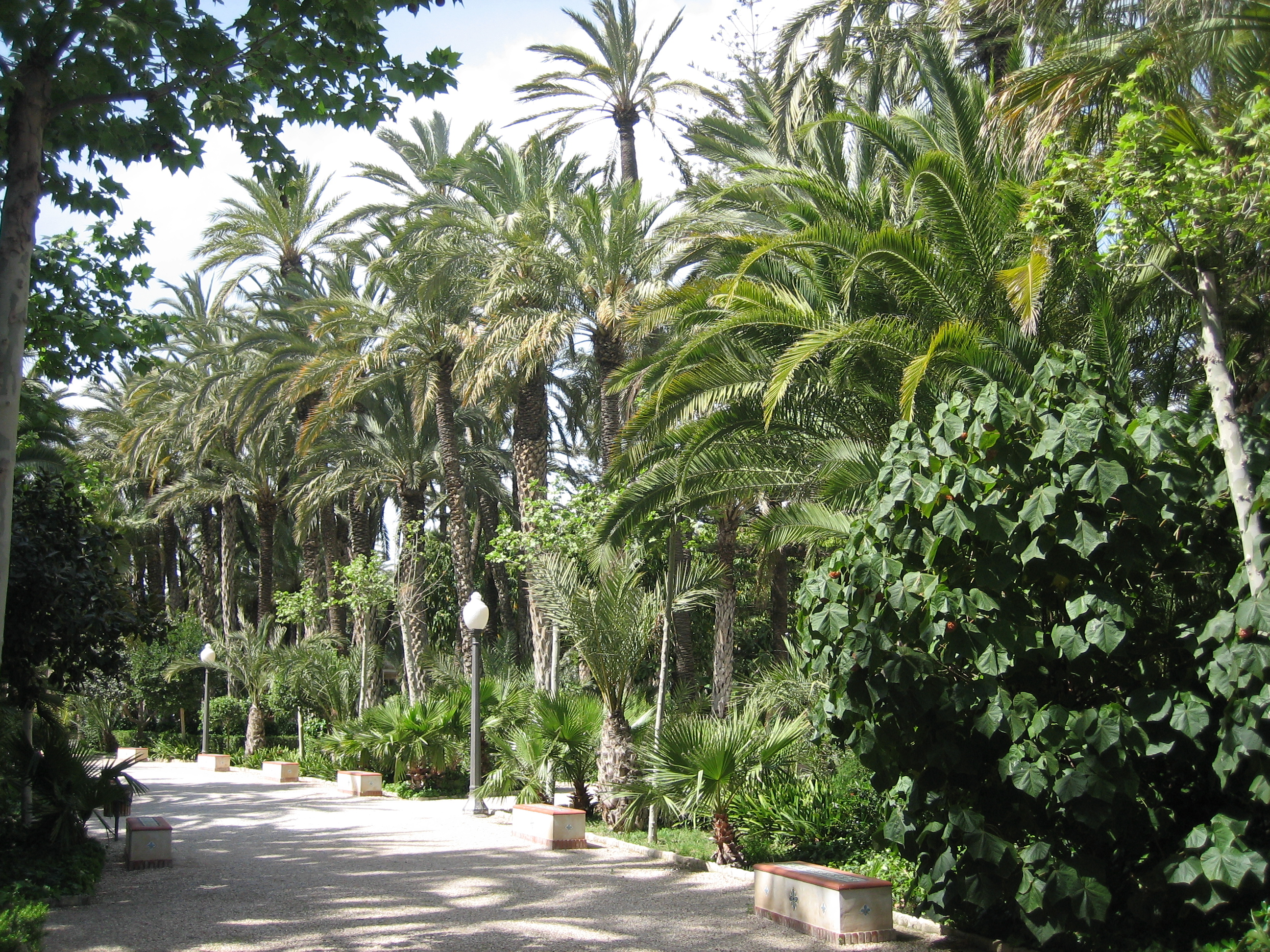
Palmeraie du parc municipal d'Elche